# Hogesnelheidslijn Madrid - Sevilla

HSL Madrid-Sevilla (in rood)

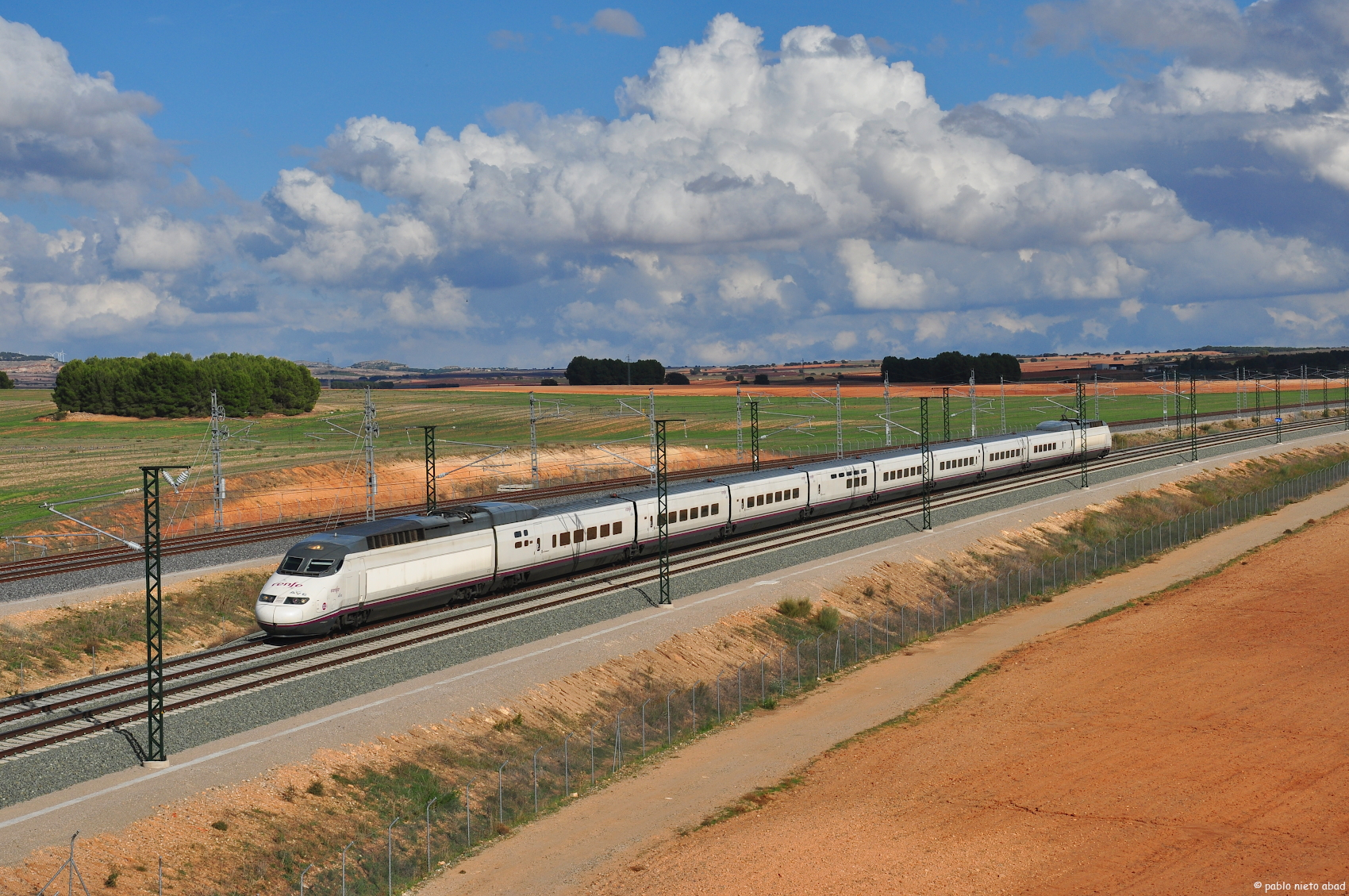
AVE S-100 Eerste generatie Spaanse hogesnelheidstrein

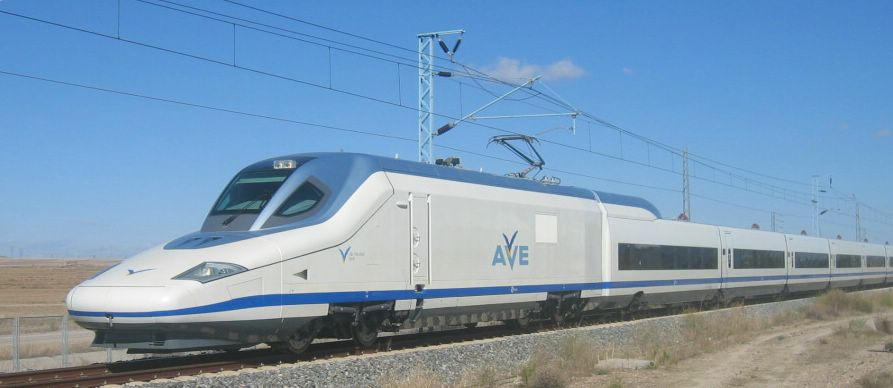
AVE-treinstel Talgo 350

De hogesnelheidslijn Madrid - Sevilla is een spoorlijn voor hogesnelheidstreinen tussen de Spaanse hoofdstad Madrid en Sevilla van 574 kilometer lang.

## Bouw
De wereldtentoonstelling van 1992 in Sevilla was de aanleiding voor Spanje om mee te doen met het Europese hogesnelheidsnet. De hogesnelheidslijn werd gebouwd door RENFE. De spoorweg werd op 19 april 1992 geopend. Doorgaande treinen leggen de afstand af in 2 uur en 15 minuten. Voor de treinbeheersing is gekozen voor het Duitse systeem LZB.
In 2005 is er een circa 20 km lange zijtak naar Toledo in dienst gesteld. De bestaande lijn Madrid – Sevilla is op 23 december 2007 uitgebreid met een tak naar Málaga. In 2015 werd de lijn verlengd van Sevilla naar Cádiz, zij het met een maximale snelheid van 200 km/h en op breedspoor. Vanwege het verschil in spoorbreedte wordt deze lijn bediend door Alvia-treinen die op beide spoorbreedtes kunnen rijden.

## Dienst
Voor de dienstuitvoering op deze lijn beschikt RENFE over een aantal van de TGV Atlantique afgeleide treinstellen met een maximumsnelheid van 300 km/h: de "S-100". Deze hebben een maximumsnelheid van 300 km/h. Daarnaast rijden op de lijn ook Talgo 200-treinen, getrokken door een locomotief met een maximumsnelheid van 200 km/h.
Er is op 20 februari 2008 een regionale HST-dienst ingevoerd tussen Málaga en Sevilla via de HSL. Deze treinen maken nu nog kop in Córdoba, maar zullen in de toekomst via een nieuwe aansluitende boog tussen de 2 HSL-takken rijden en niet meer stoppen in Córdoba. Dan gaat de reistijd van 1 uur en 55 minuten naar anderhalf uur.
De lijn Sevilla - Cádiz (max. 200 km/h) wordt bediend door "S-130" treinen van Alvia.

## Schema

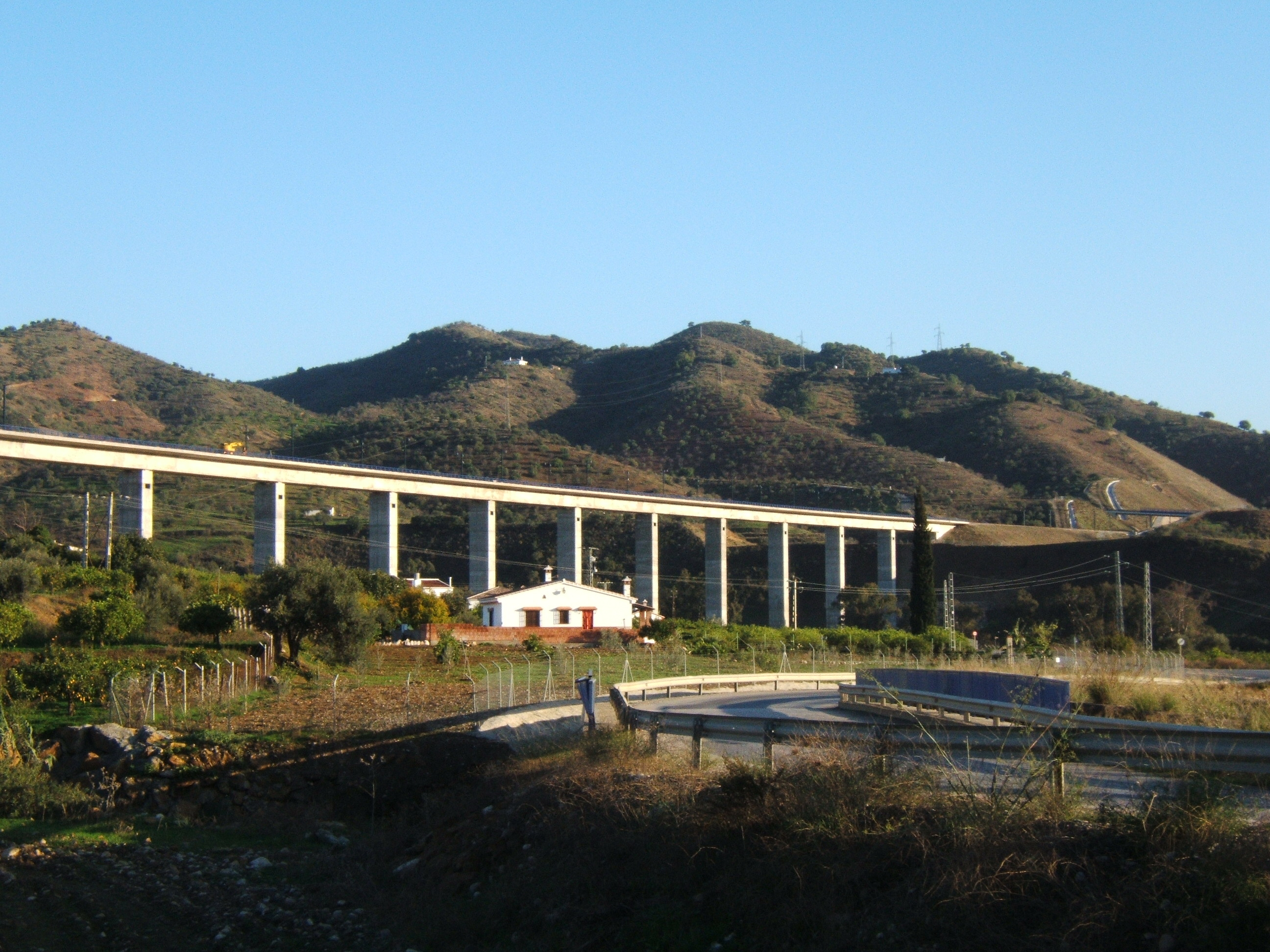
HSL-viaduct in de buurt van Alora (Málaga)

Van Madrid Atocha tot Sevilla en Málaga:
- Station Atocha
- Aansluiting van de HSL Barcelona - Madrid. (van en naar het zuiden, de HSL uit Barcelona heeft zijn eigen sporen tot Atocha)
- Aansluiting op de Madrileense tunnellijn. Van Madrid tot dit punt is de tunnellijn volledig gescheiden van de Sevilla HSL
- Aansluiting naar de HSL Valencia. Samen met de tunnellijn is dit traject van Madrid tot deze aansluiting viersporig
- Aansluiting korte HSL-tak naar Toledo. (Deze kan worden verlengd en aansluiten op een Extramaduras HSL)
- Station Ciudad Real. Gelegen langs de breedspoorlijn Manzanares – Mérida. Overstap mogelijk.
- Station Puertollano. Gelegen langs de breedspoorlijn Manzanares - Mérida. Overstap mogelijk.
- Station Córdoba. Bestaand station van het breedspoornet.
- Splitsing HSL Málaga en HSL Sevilla gelegen in de buurt van het gehucht Veredón.

- Station Puente Genil – Herrera. Ver van de bebouwde kom.
- Station Antequera – Santa Ana. Van hier zijn aansluitingen via een spoorbreedte-omvormer naar het breedspoornet voor de bestemmingen Granada en Algeciras.
- Station Málaga. Bestaand station van het breedspoornet dat flink is verbouwd. Aansluiting op de kustlijn naar Fuengirola.

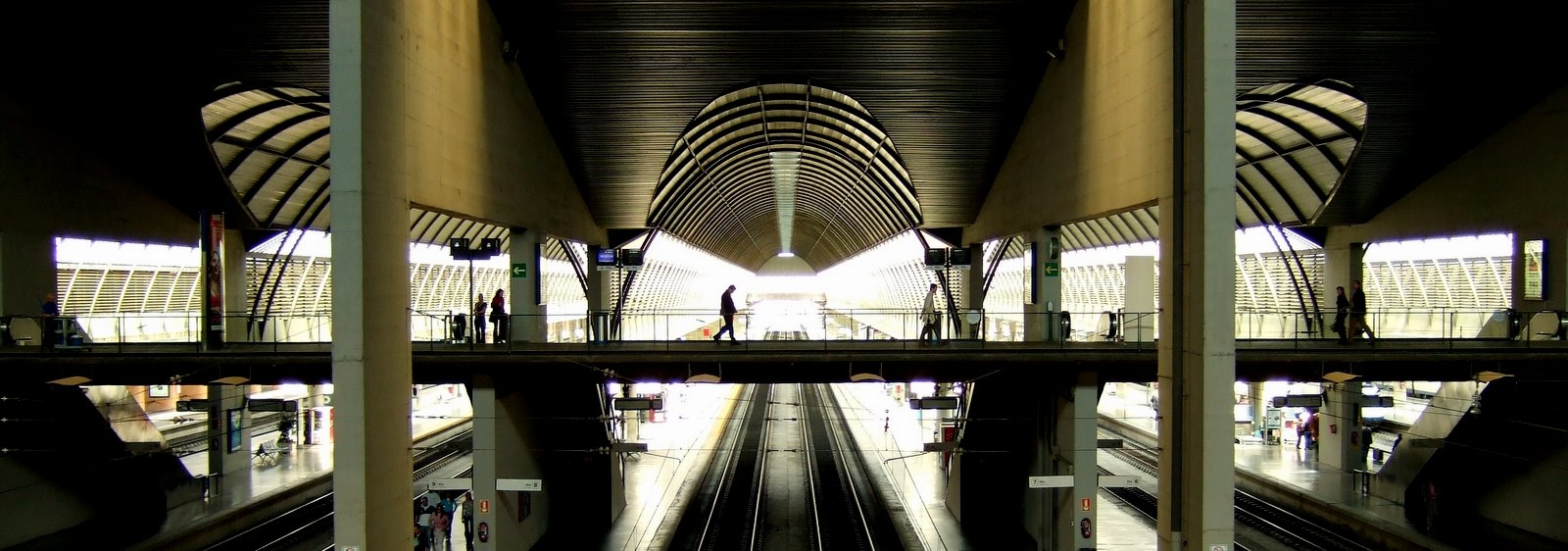
Station "Santa Justa" in Sevilla

- Station Sevilla-Santa Justa. Bestaand station van het breedspoornet; beschikt over een spoorbreedte-omvormer voor doorgaande treinen naar Cádiz.
- Lijn naar Cádiz is gedeeltelijk al omgebouwd naar een HSL en wordt nog verder verbouwd, maar blijft voorlopig nog breedspoor.